# Гімназія в Мостарі
43°20′35″ пн. ш. 17°48′26″ сх. д. / 43.342972222222° пн. ш. 17.807283333333° сх. д.

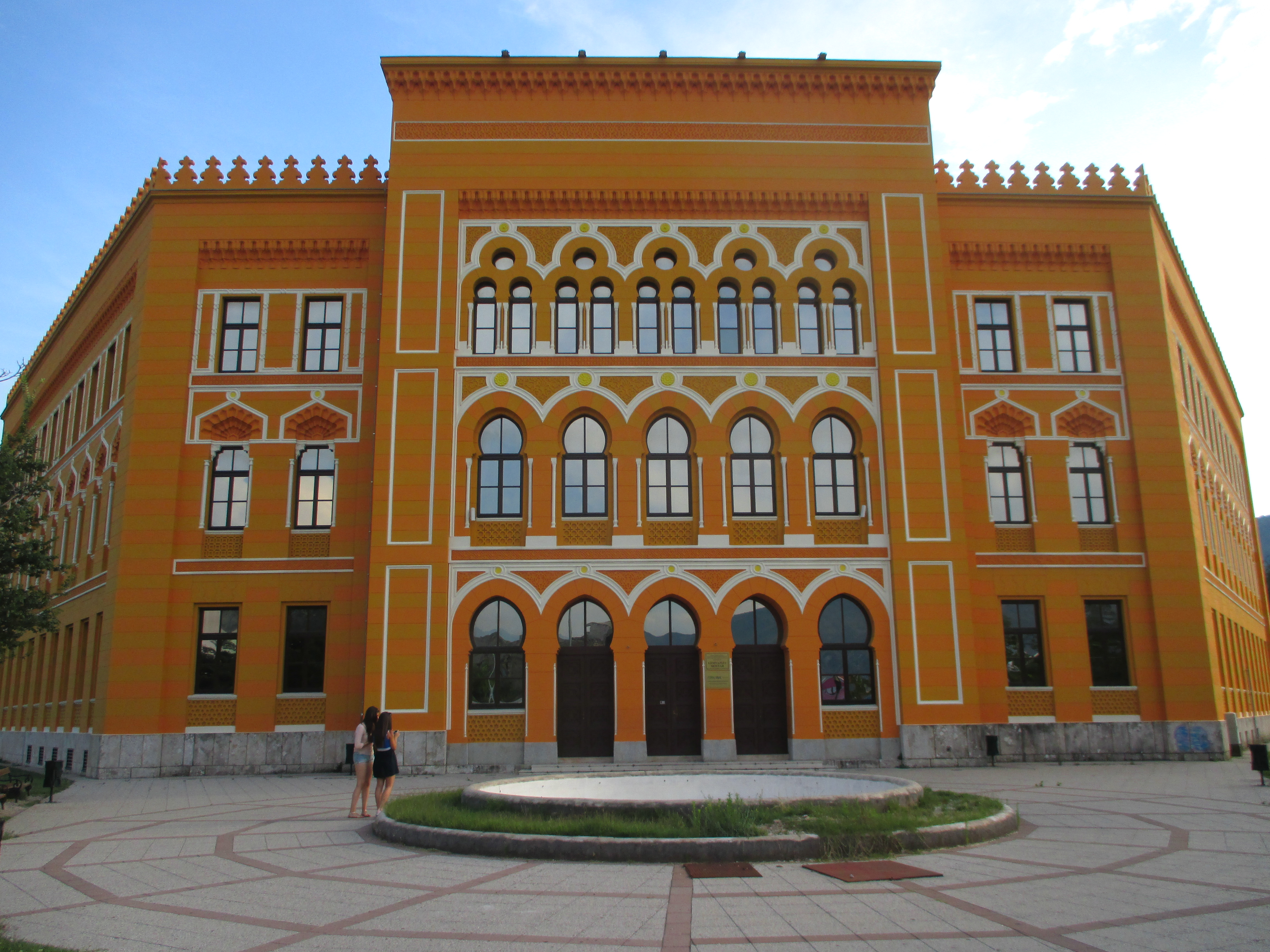
Гімназія в Мостарі - архітектурний твір Франка Блажека в псевдо-мавританському стилі

Гімназія в Мостарі (Інша назва - Велика королівська гімназія)(1898 -1902 рр) - громадська будівля, зведена відповідно до всіх тодішніх європейських стандартів житлового будівництва, з  мальовничим оздобленням фасаду в неомавританському стилі.  

## Історія будівництва
Гімназія в Мостарі була побудована за проектом архітектора Франка Блажека в 1902 році. Будівництво тривало чотири роки: з 1898 до 1902рр. Споруда зведена в неомавританському стилі, найбільш представленому історичному архітектурному стилі в Боснії та Герцеговині під час австро-угорського правління. 
Будівництво було частиною програмної політики, яку проводила австро-угорська влада в Боснії та Герцеговині. Споруда виділяється серед інших зразків архітектури, займаючи чільне місце на тоді ще зовсім не забудованій громадській території. Була побудована відповідно до нових правил, прийнятих у 1893 році, які, серед іншого, вимагали:
- Будівельного дозволу на будівництво, що вилучило підготовлених вітчизняних майстрів із конкурсу на реалізацію проектів. Наймали архітекторів з різних куточків Монархії або місцевих експертів, які виросли разом з ними.
- Заборону на використання легкозаймистих матеріалів, яка увійшла до протипожежних норм через шкоду, заподіяну пожежею в Сараєво в 1879 році. Будівництво призвело до майже повної розриву з традиційними техніками та матеріалами.

Гімназія вважається найбільш представницькою громадською будівлею, зведеною в Мостарі за часів австро-угорського правління. 